# Agapornis de Fischer
L'agapornis de Fischer o inseparable de Fischer (Agapornis fischeri) és un petit lloro que habita una zona limitada d'Àfrica oriental però que és criat profusament com a ocell de gàbia.

## Morfologia
És una de les espècies més petites del gènere Agapornis, fent al voltant de 14 cm de llargària i 43 - 58 g de pes. Plomatge verd al pit, parts inferiors i ales. Coll de color groc daurat que es torna progressivament més fosc fins a arribar al taronja al voltant del bec. Part superior del cap de color verd oliva. La superfície superior de la cua té algunes plomes de color porpra o blau. Bec vermell brillant i un cercle de pell nua blanc al voltant dels ulls. No hi ha dimorfisme sexual i de fet és molt difícil diferenciar ambdós sexes. Els joves són molt similars als adults, però amb tons més apagats. A la base de la mandíbula tenen taques marrons.

## Ecologia

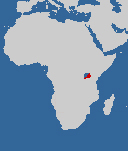
Distribució original de l'agapornis de Fischer

Habita sabanes amb acàcies i terres de conreu del nord i nord-oest de Tanzània. Alguns exemplars s'han observat a Kenya, Ruanda i Burundi. La utilització com ocell de gàbia, ocasiona que sovint es puguin trobar exemplars fugits a molts països occidentals, com ara els Països Catalans.

Tenen un vol ràpid i recte i les ales no fan soroll mentre volen. Com tots els agapornis, tenen vocalitzacions molt agudes i poden ser molt sorollosos.
Mengen una àmplia varietat d'aliments vegetals, incloent llavors i fruites. De vegades són considerats plagues pels agricultors, ja que s'alimenten de cultius com el blat de moro o el mill.
L'època de reproducció va des de gener fins a abril i des de juny fins a juliol. El niu és un forat sobre un arbre, a una altura de 2 - 15 metres sobre terra. Ponen 3 - 8 (normalment 4 - 5) ous blancs, que la femella cova durant 23 dies. Els pollets abandonen el niu als 38 - 42 dies d'edat.

## Comportament en captivitat
Els agapornis de Fisher "papillers" són excessivament simpàtics i afectuosos. Però, tot s'ha de dir, en certa manera són una mica sorollosos. Si adquiriu un inseparable de Fisher papiller tindreu una molt bona companyia, traient-lo regularment de la gàbia; uns 4 o 5 cops al dia, aproximadament, podreu gaudir d'una bona estona, rient i meravellant-vos amb les espectaculars coses que pot arribar a fer. Fins i tot, són capaços de reconèixer-se quan parles d'ells.